# Crotonoideae
Le Crotonoidee (Crotonoideae Burmeist.) sono una sottofamiglia delle Euforbiacee.
Come per le sottofamiglie Acalyphoideae ed Euphorbioideae i fiori femminili hanno ovario uniovulare.

## Tassonomia
La sottofamiglia comprende i seguenti generi e tribù:
- Tribù Adenoclineae G.L.Webster
  - Adenocline Turcz.
  - Ditta Griseb.
  - Endospermum Benth.
  - Glycydendron Ducke
  - Klaineanthus Pierre ex Prain
  - Omphalea L.
  - Tetrorchidium Poepp.
- Tribù Aleuritideae Hurus.
  - Sottotribù Aleuritinae G.L.Webster
    - Aleurites J.R.Forst. & G.Forst.
    - Reutealis Airy Shaw
    - Vernicia Lour.

  - Sottotribù Benoistiinae Radcl.-Sm.
    - Benoistia H.Perrier & Leandri

  - Sottotribù Crotonogyninae G.L.Webster
    - Crotonogyne Müll.Arg.
    - Cyrtogonone Prain
    - Manniophyton Müll.Arg.

  - Sottotribù Garciinae  Müll.-Arg.
    - Garcia Vahl ex Rohr

  - Sottotribù Grosserinae G.L.Webster
    - Cavacoa J.Léonard
    - Grossera Pax
    - Sandwithia Lanj.
    - Tannodia Baill.
    - Tapoides Airy Shaw

  - Sottotribù Neoboutoniinae G.L.Webster
    - Neoboutonia Müll.Arg.
- Tribù Codiaeae Hutch.
  - Acidocroton Griseb.
  - Baliospermum Blume
  - Blachia Baill.
  - Codiaeum Rumph. ex A.Juss.
  - Dodecastigma Ducke
  - Hylandia Airy Shaw
  - Ophellantha Standl.
  - Ostodes Blume
  - Pantadenia Gagnep.
  - Pausandra Radlk.
  - Sagotia Baill.
  - Strophioblachia Boerl.

- Tribù Crotoneae Dumort.
  - Astraea Klotzsch

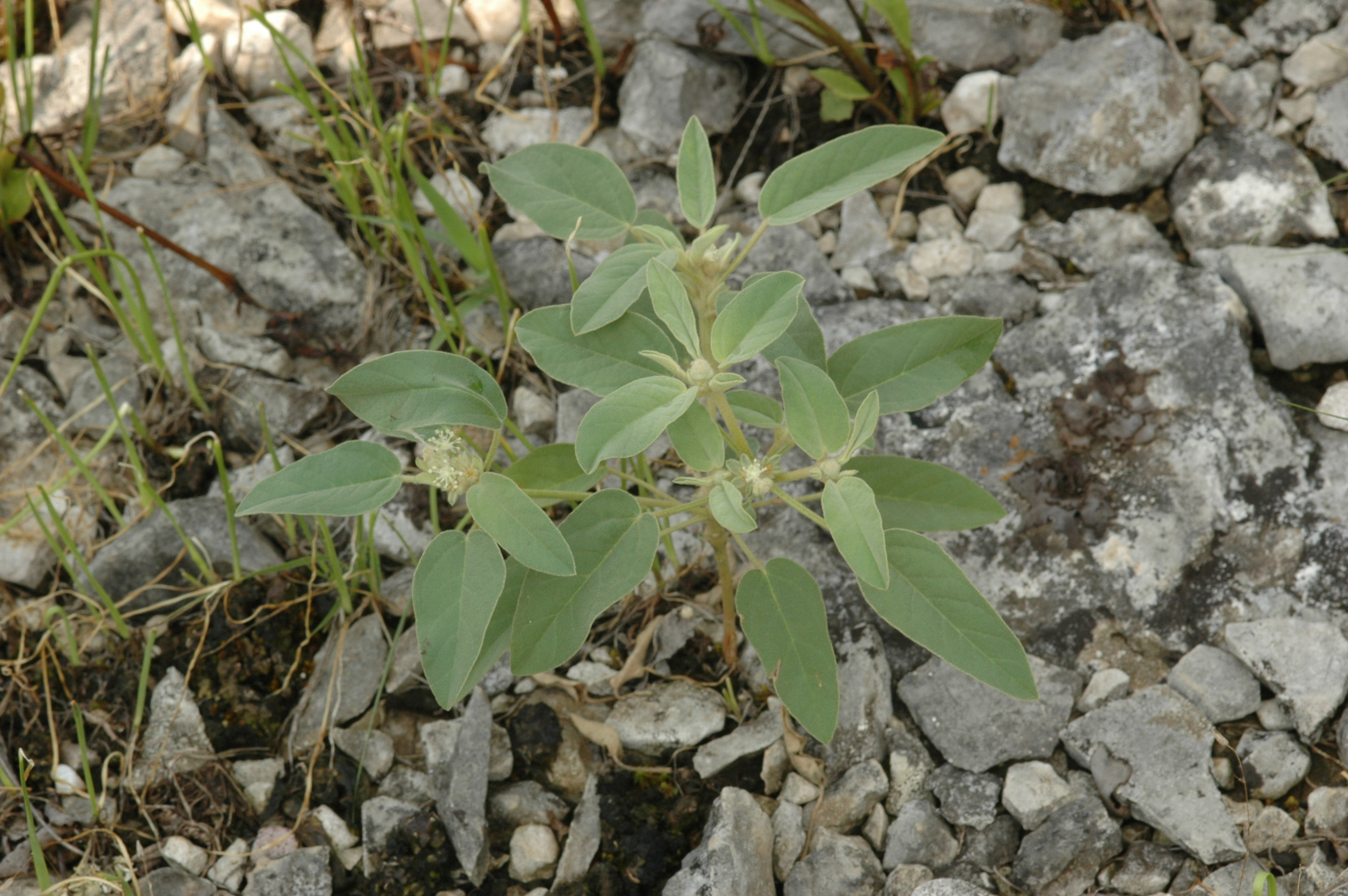
Croton capitatus

  - Brasiliocroton P.E.Berry & Cordeiro
  - Colobocarpos Esser & Welzen
  - Croton L.
  - Mildbraedia Pax
  - Paracroton Miq.
- Tribù Elateriospermeae G.L.Webster
  - Elateriospermum Blume
- Tribù Gelonieae (Mull.Arg.) Pax
  - Cladogelonium Leandri
  - Suregada Roxb. ex Rottler

- Tribù Jatropheae 
  - Annesijoa Pax & K.Hoffm.
  - Chlamydojatropha Pax & K.Hoffm.
  - Deutzianthus Gagnep.
  - Jatropha L.
  - Joannesia Vell.
  - Leeuwenbergia Letouzey & N.Hallé
  - Oligoceras Gagnep.
  - Vaupesia R.E.Schult.
- Tribù Manihoteae Pax
  - Cnidoscolus Pohl
  - Manihot Mill.

- Tribù Micrandreae G.L.Webster
  - Hevea Aubl.
  - Micrandra Benth.
  - Micrandropsis W.A.Rodrigues
- Tribù Ricinocarpeae Müll.-Arg.
  - Alphandia Baill.
  - Baloghia Endl.
  - Bertya Planch.
  - Beyeria Miq.
  - Borneodendron Airy Shaw
  - Cocconerion Baill.
  - Fontainea Heckel
  - Myricanthe Airy Shaw
  - Ricinocarpos Desf.
  - Shonia R.J.F.Hend. & Halford

- Tribù Ricinodendreae Hutch.
  - Givotia Griff.
  - Ricinodendron Müll.Arg.

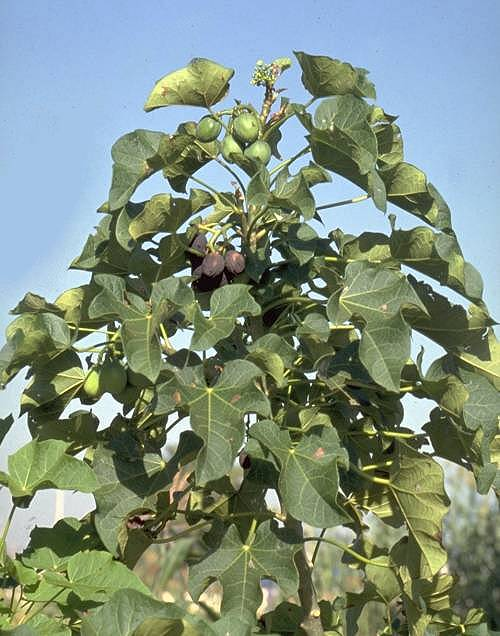
Jatropha curcas

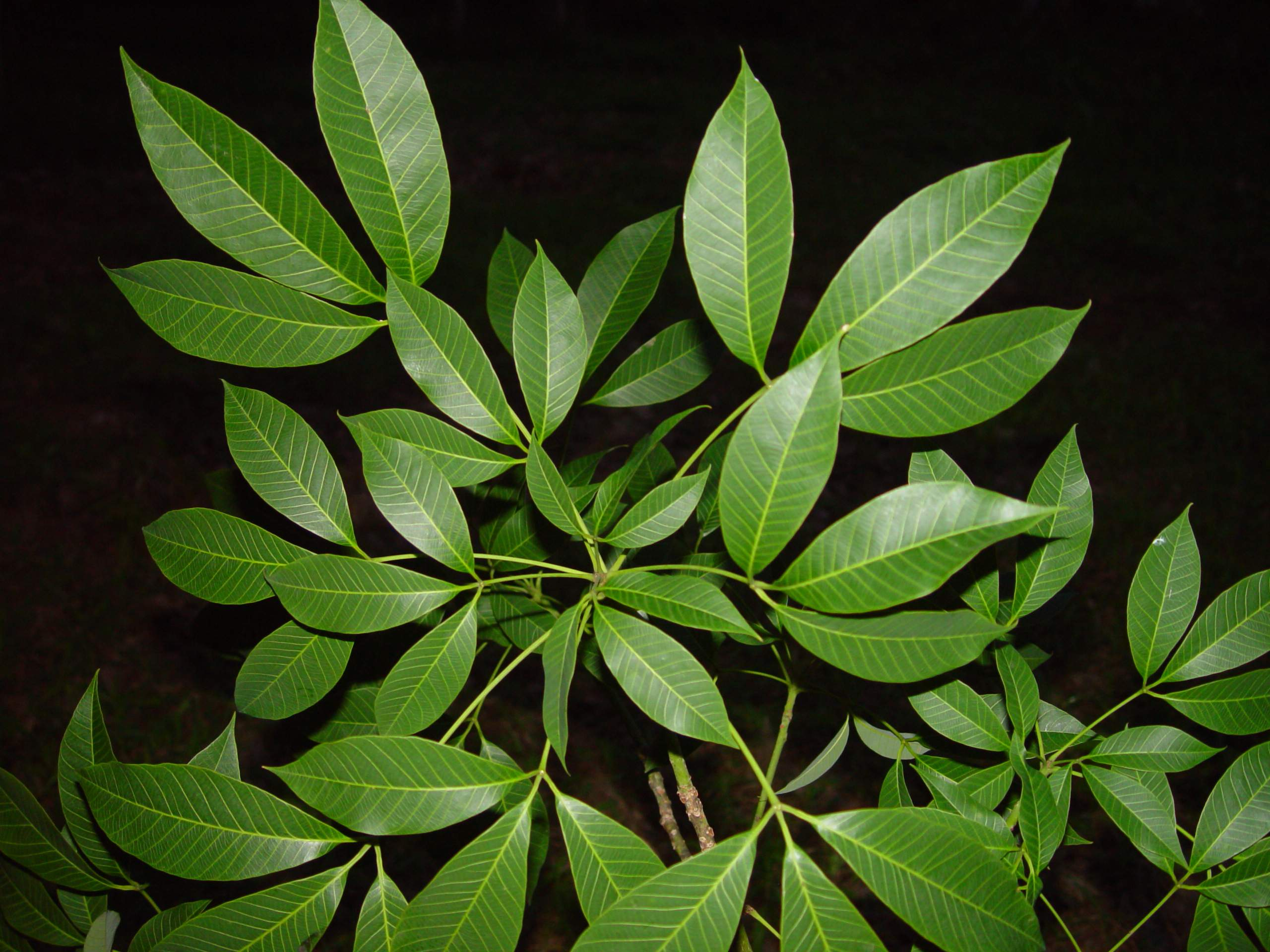
Hevea brasiliensis

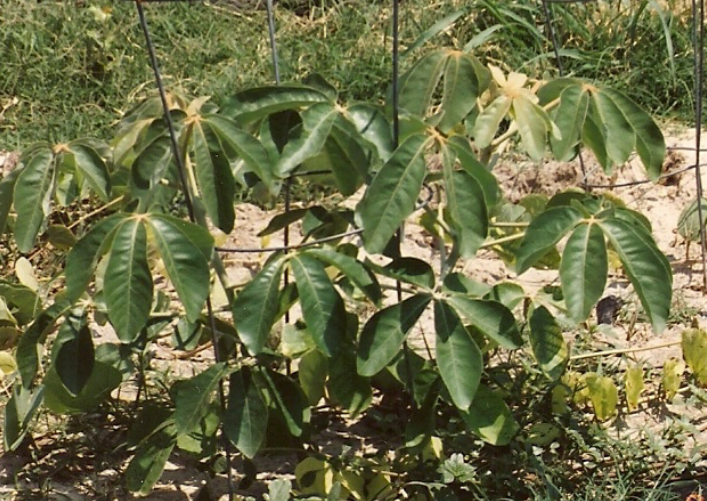
Schinziophyton rautanenii

  - Schinziophyton Hutch. ex Radcl.Sm.
- Tribù Trigonostemoneae 
  - Trigonostemon Blume
  - Tritaxis Baill.
- incertae sedis
  - Karima Cheek & Riina
  - Radcliffea Petra Hoffm. & K.Wurdack